# Révész Mihály (lelkész)
Révész Mihály (Gyón, 1858. október 13. – Biharnagybajom, 1900. március 8.) református lelkész.

## Élete
A gimnáziumi és teológiai tanulmányokat Debrecenben végezte. Előbb túrkevei, kunmadarasi és tiszaföldvári segédlelkész volt. Az 1885-1886. tanévben az angol presbiteriánusok londoni kollégiumába járt. Az 1893. év tavaszán Biharnagybajomba lelkésszé választották, itt is hunyt el.
Az 1880-as években írogatott a reform egyházi lapokba és folyóiratokba, így a Protestáns Egyházi és Iskolai Lapba (1884. Az ú. n. «gyermek-istentiszteletek» kérdéséhez, 1886. Bethlen Gábor irodalma, 1888. Dr. Sommerville Turkevében, 1890. A fülbegyónás dogmája).

## Munkái
- Dr. Sommerville hét missiói beszéde. Mező-Túr, 1888.
- Kiáltó szó. Uo. 1888. (Prédikációk.)
- A pap, a nő és a gyóntatószék. Chinigny Károly után angolból ford. Uo. 1890.
- Ötven év a római kath. egyházban. Irta Chinigny Károly, ford. Mező-Túr és Karczag. 1891-93. Három füzet.
- Egyházi beszéd… lelkészfelavatási ünnepély alkalmával… Karcag, 1895.